# 相模女子大学短期大学部
相模女子大学短期大学部（さがみじょしだいがくたんきだいがくぶ、英語: Sagami Women's University Junior College）は、神奈川県相模原市南区文京2-1-1に本部を置く日本の私立大学。1951年創立、1951年大学設置。

## 概観

### 大学全体
- 相模女子大学短期大学部は、神奈川県相模原市内にある日本の私立短期大学。学校法人相模女子大学により1951年に設置された。開学以来、大学に併設された短大として存続されている。かつては2学科と1学科3専攻とかなりの規模を擁していたが、現在は1学科に縮小された。

### 建学の精神（校訓・理念・学是）
- 相模女子大学短期大学部の学是は「高潔善美」となっている。

### 教育および研究
- 相模女子大学短期大学部には、栄養士を育成する食物栄養学科がある。

### 学風および特色
- 相模女子大学短期大学部は大学と類似した学科が設置されている関係上、短大卒業後その大学に編入学する学生が多い。
- 少人数教育を行っている。

## 沿革
- 1951年 相模女子大学短期大学部開学。
  - 商科：1954年3月31日廃止。
  - 国文科：
  - 英文科：1954年3月31日廃止されるも、1966年再設置される。
  - 家政科
- 1978年 家政科を専攻分離する。
  - 生活経営専攻
  - 生活造形専攻
  - 食物栄養専攻
- 1999年 学科名を変更する。
  - 英文科→英語英文科
  - 家政科→生活学科
- 2003年 生活学科の各専攻が学科に改組。
  - 生活経営専攻→情報メディア学科：募集は2007年度まで
  - 生活造形専攻→生活造形学科
  - 食物栄養専攻→食物栄養学科
- 2013年 生活デザイン学科を相模女子大学学芸学部生活デザイン学科へ改組

## 基礎データ

### 所在地
- 本部キャンパス（神奈川県相模原市南区文京2-1-1）

### 交通アクセス
- 小田急小田原線相模大野駅下車。徒歩12分。

### 象徴
- 相模女子大学短期大学部のカレッジマークは大学と同様、マーガレットの花を八咫の鏡で包んだものとなっている。

## 教育および研究

### 組織

#### 学科
- 食物栄養学科

##### 学科の変遷
- 商科：1954年廃止。
- 国文科：募集は2002年度まで。
- 英語英文科：募集は2002年度まで。
- 家政科
  - 生活経営専攻→情報メディア学科：募集は2007年度まで
  - 生活造形専攻→生活造形学科→生活デザイン学科
  - 食物栄養専攻→食物栄養学科
- 生活デザイン学科
  - 生活デザイン学科→相模女子大学学芸学部生活デザイン学科へ

#### 専攻科
- なし

#### 別科
- なし

##### 取得資格について
- 栄養士資格が食物栄養学科にて取得できる。
- 建築士2級の受験資格が生活デザイン学科にて取得できた。
- かつて中学校教諭二種免許状の教職課程も設けられていた。
  - 国語：過去にあった国文科にて設置されていた。
  - 英語：過去にあった英文科にて設置されていた。
  - 家庭：生活造形学科の前身である家政科生活造形専攻にて設置されていた。
- 司書教諭・司書資格が、かつての国文科・英文科にて設置されていた。

## 学生生活

### 部活動・クラブ活動・サークル活動
- 相模女子大学短期大学部のクラブ活動は、基本的に大学と合同である。

### 学園祭
- 相模女子大学短期大学部の学園祭は「相生祭」と呼ばれ、全校合同で行われている。

## 大学関係者と組織

### 大学関係者組織
- 相模女子大学短期大学部の同窓会組織：大学と同様、「翠葉会」と称される。

### 大学関係者一覧

#### 大学関係者
- 松平康昌：初代学長
- 大村清一
- 森一
- 小泉典子

#### 出身者
- 松本悠佳（モデル、スキー選手）
- ナヲ（ロックバンドマキシマムザホルモンのドラム・ボーカル）
- 小西寛子（女優、声優）

## 施設

### キャンパス
- 短期大学部独自のキャンパスはなく、ほぼ全て大学と共同となっている。

## 対外関係

### 他大学との協定
- 相模原・町田大学地域コンソーシアム

### 系列校
- 相模女子大学

## 社会との関わり
- 本短大の生活デザイン学科学生が「マルゲリーター」というチャレンジショップ経営している。

## 卒業後の進路について

### 就職について
- 国文科：イトーヨーカ堂・府中市立住吉図書館・川崎市立多摩図書館ほか。
- 英文科：三井住友銀行・日航商事・日本航空・全日本空輸・日本航空ジャパンほか。
- 家政科
  - 生活経営専攻&情報メディア学科：ソニー・日本電気・東京三菱銀行ほか。
  - 生活造形専攻&生活造形学科：栃木セキスイハイム・花井・レストルームほか。
  - 食物栄養専攻&食物栄養学科：専門職に就く人が多い傾向にある。実績として長野赤十字病院・ハーベストなどの栄養士、キリンビール・森永乳業・カルピス食品工業・日清製油・キユーピー・キリンビバレッジ・山崎製パン・ヘルシーピットなどの研究助手として勤務する人もいる。

### 編入学・進学実績
- 相模女子大学へ編入学する学生が多いものとなっている。